# Pointe Bravais
La Pointe Bravais (4.057 m s.l.m.) è una montagna del Massiccio del Monte Bianco, poco a nord del Dôme du Goûter.
È inserita nella lista secondaria delle Vette alpine superiori a 4000 metri.

## Caratteristiche
La vetta, circondata dal Ghiacciaio dei Bossons, si trova nelle vicinanze del tracciato della via dei Grands Mulets, una delle vie normali per l'ascesa del Monte Bianco, nonché la via percorsa dai suoi primi salitori. La cima è aperta.

## Rifugi
- Rifugio dei Grands Mulets - 3.051 m
- Rifugio del Goûter - 3.817 m
- Capanna Vallot - 4.362 m